# 氣比松原

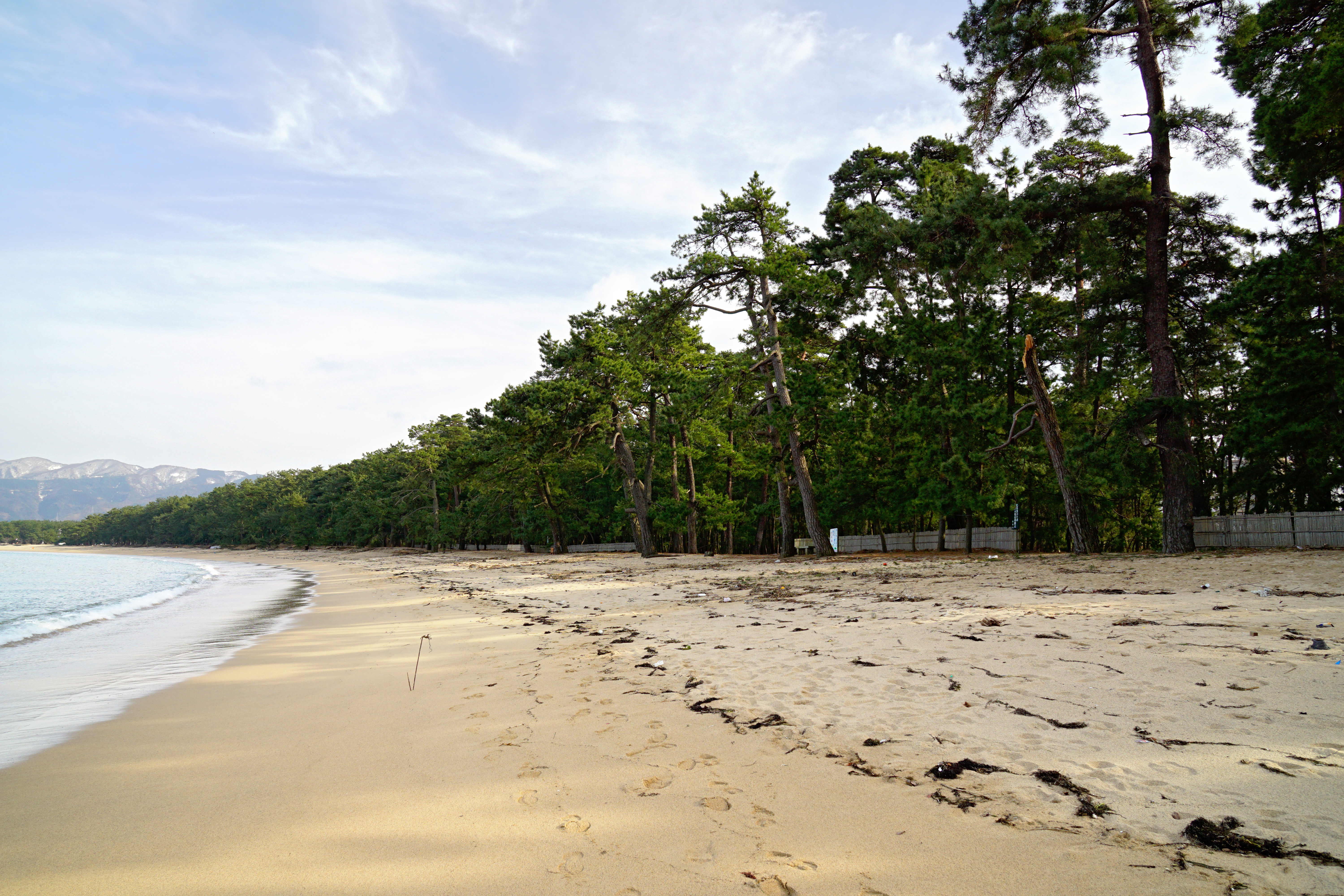
從海岸線望氣比松原

氣比松原（けひのまつばら）是福井縣敦賀市的風景名勝，日本三大松原之一。1934年（昭和9年），被指定為國之名勝。也是若狹灣國定公園之一部。

## 概要

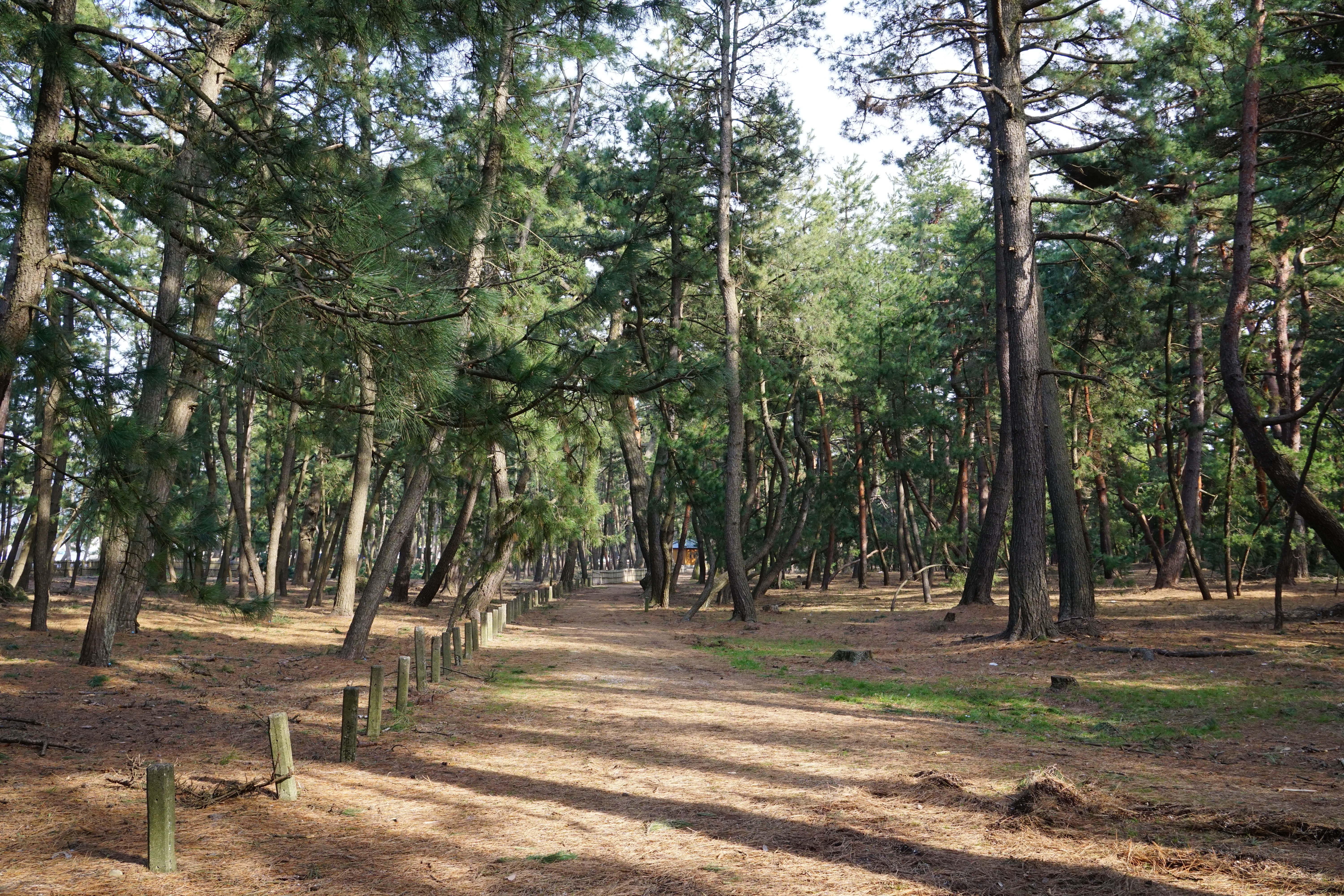
林間散策路

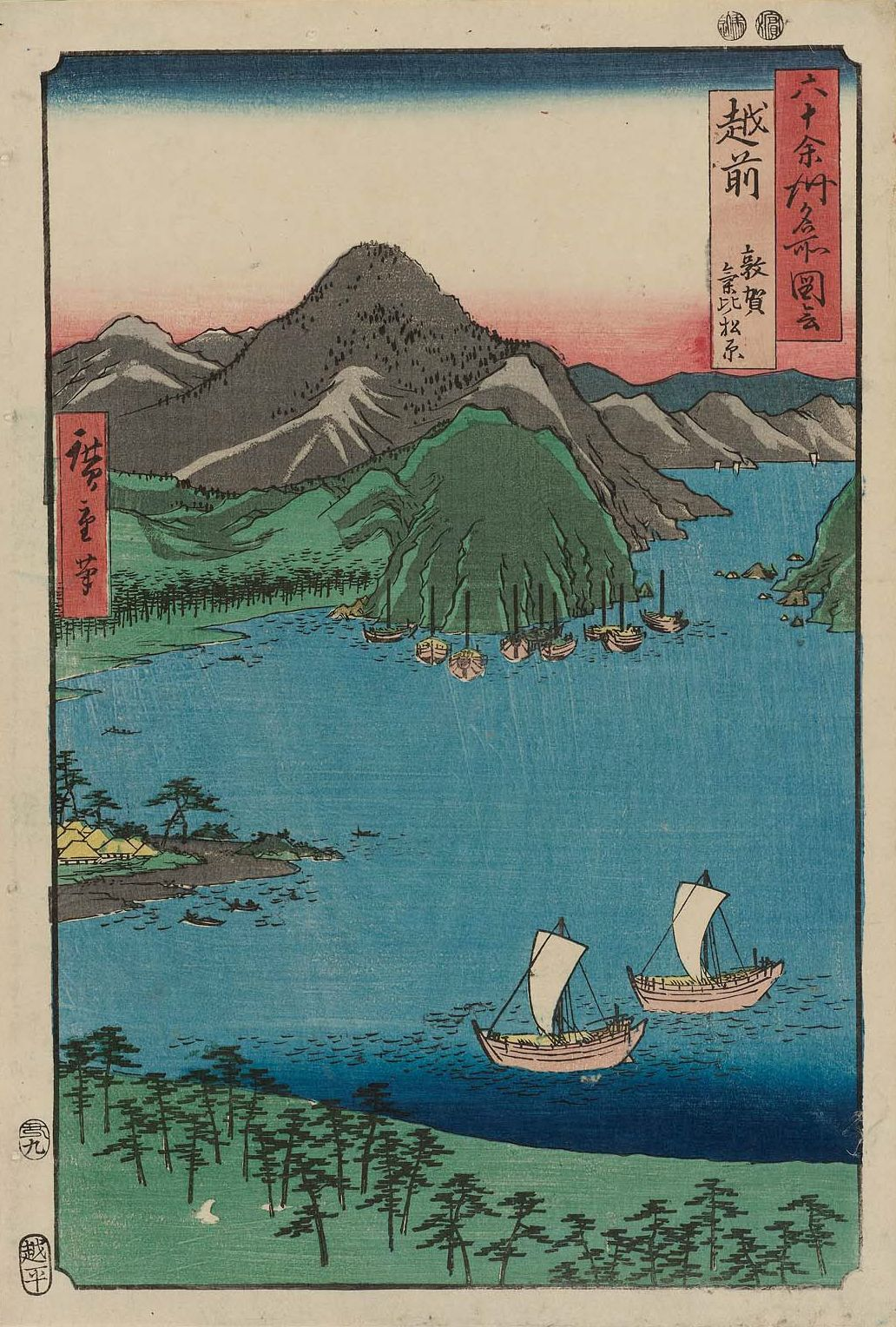
歌川廣重『六十余州名所圖會 越前 敦賀 氣比ノ松原』。江戶時代後期

在『萬葉集』、『日本書紀』中被歌詠，是古來知名的敦賀名勝，被指定為日本白砂青松100選之一。面對敦賀灣，長約1.5km，面積約40ha。夏季作為海水浴場開放。

## 關連項目
- 三保之松原
- 虹之松原

## 脚注
1. ↑  気比の松原 （页面存档备份，存于） 漫遊敦賀/気比の松原、一般社団法人 敦賀観光協会

## 外部連結
- 気比の松原100年構想|林野庁 （页面存档备份，存于）
- 松原風景林|林野庁近畿中国森林管理局 （页面存档备份，存于）
- 【敦賀観光案内サイト 漫遊敦賀/気比の松原】 （页面存档备份，存于）